# 하이포인트 (기업)

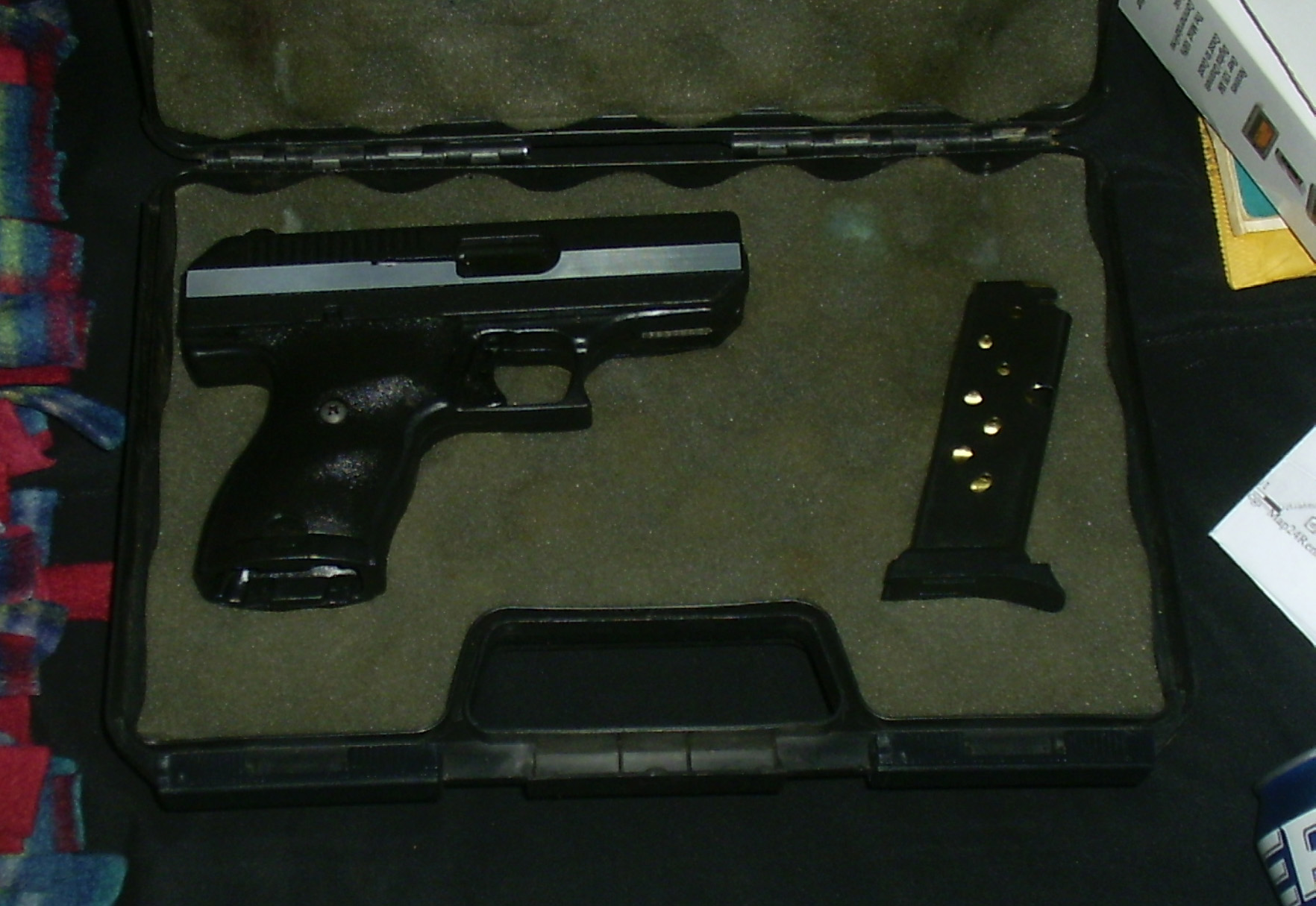
하이포인트 CF 380.

하이포인트(Hi-Point)는 미국 오하이오주에 본사를 둔 화기 제조회사이다. 저가의 권총과 기병총을 생산한다.
하이포인트에 대한 평가는 극과 극으로 갈린다. 저렴함과 신뢰성을 이유로 찬양하는 사람이 있는 한편, 못생긴 디자인과 무게를 이유로 욕하는 사람도 많다.